# Pici (madáralrend)
A Pici madarak (Aves) osztályába és a harkályalakúak (Piciformes) rendjébe tartozó alrend.

## Tudnivalók
A Pici a harkályalakúak két alrendjének az egyike - a másik a Galbuli (bukkófélék és jakamárfélék) -, mely magába foglalja a Picides és a Ramphastides alrendágakat. Ezt az alrendet, korábban „valódi harkályalakúaknak” nevezik, mivel egyes kutatók úgy vélték, hogy a Galbuli alrend fajai inkább a szalakótaalakúakkal (Coraciiformes) állnának közelebbi rokonságban. A 2003-ban végzett DNS-vizsgálatok, azonban bebizonyították, hogy a Galbuli-fajok tényleg harkályalakúak, sőt testvércsoportot alkotnak a Pici-fajokkal. Ugyanez a DNS vizsgálat azt is megmutatta, hogy az ujjuk elhelyezkedése - kettő előre és kettő hátra mutat - már a két alrend közös ősénél - mely körülbelül a kora oligocénben, az úgynevezett rupeli korszakban, azaz 33,9 – 28,4 millió éve élhetett - is jelen volt, azaz már ki volt fejlődve. Ezt a kutatást Per Ericson és társai végezték el.

## Rendszerezésük
Az alrendbe az alábbi 2 alrendág és 7 madárcsalád tartozik:
- Picides Meyer & Wolf, 1810
  - mézkalauzfélék (Indicatoridae) Swainson, 1837
  - harkályfélék (Picidae) Vigors, 1825
- Ramphastides Vigors, 1825
  - bajuszosmadárfélék (Capitonidae) Bonaparte, 1838
  - Lybiidae Sibley & Ahlquist, 1985
  - Megalaimidae Blyth, 1852
  - tukánfélék (Ramphastidae) Vigors, 1825
  - Semnornithidae Richmond, 1900

## Fordítás
- Ez a szócikk részben vagy egészben  a   Pici (taxon) című angol Wikipédia-szócikk ezen változatának fordításán alapul.  Az eredeti cikk szerkesztőit annak laptörténete sorolja fel. Ez a jelzés csupán a megfogalmazás eredetét és a szerzői jogokat jelzi, nem szolgál a cikkben szereplő információk forrásmegjelöléseként.